# 蜆蚧醬
蜆蚧醬是一種產於中國嶺南地區的醬料，用新鮮的蜆肉、汾酒、薑、陳皮絲等醃製而成。

一些人可能不喜歡蜆蚧醬獨特的味道，故一般不直接入饌，常只用於味碟中（供愛好者蘸食）。在廣東地區，因為蜆蚧與“顯貴”諧音，所以常用它作吉祥菜色的材料，如新春的意頭菜—“生財顯貴雞”等。蚬蚧酱来源于中山小榄蚬蚧社。
1. ↑  . Apple Daily 蘋果日報.   [2019-05-24].[]